# (20642) Laurajohnson
(20642) Laurajohnson (1999 TC124) – planetoida z pasa głównego asteroid okrążająca Słońce w ciągu 5,48 lat w średniej odległości 3,1 j.a. Odkryta 4 października 1999 roku.